# Stemonocera hendeli
Stemonocera hendeli är en tvåvingeart som först beskrevs av Munro 1938.  Stemonocera hendeli ingår i släktet Stemonocera och familjen borrflugor. Inga underarter finns listade i Catalogue of Life.